# الحنادر (الجواء)
الحنادر كتلة صخرية تحوي العديد من النقوش الثمودية. تقع في منطقة القصيم وسط المملكة العربية السعودية.

## الوصف
تعد الحنادر منن الأكمات الصخرية التي تحمل بعض النقوش القديمة والوسوم والرسوم الحيوانية في ناحية الجواء. وهي أكمتان جبليتان رابضتان على أرس جال مشرف يبعد إلى الغرب من محافظة عيون الجواء نحو 15 كم. واسم الحنادر مشتق من وصفها٬ إذ الحندورة في الفصحى معناها: حدقة العين٬ وهذا ما ينطبع في ذهن من ينظر إليها من جهة الجنوب٬ إذ الجال المشرف الذي تتركز عليه الأكمتان كأنه الجبهة وهما فيه العينان البارزتان. توجد في الحندورة الجبل اليمنى لمن ينظر إليها من ناحية عيون الجواء رسوم صخرية متنوعة منها نقش كتب من الأعلى إلى الأسفل وذلك بارتفاع قامة الرجل.